# گتو ووچ
گتو ووچ (به لهستانی: Łódź) یا گتو لیتزمانشتات (نامی که آلمانی‌ها برای شهر ووچ گذاشته بودند) گتویی نازی ایجاد شده توسط مقامات آلمان نازی برای یهودیان لهستانی و مردم کولی پس از تهاجم آن کشور به لهستان بود. این گتو دومین گتوی بزرگ در سرتاسر اروپای تحت اشغال آلمان نازی پس از گتو ورشو بود. گتو که در شهر ووچ بر پا شده بود در آغاز بخشی از طرحی بزرگتر برای عاری از یهود ساختن استان تازه‌تاسیس وارته‌گائو بود. بعدها اما گتو به مرکز عمده‌ای برای تولید صنعتی و کمک به ماشین جنگی نازی‌ها و به ویژه ورماخت شد. تعداد ساکنان گتو با افزایش تبعید یهودیان از قلمروهای آلمان نازی به رو فزونی گذاشت.
در ۳۰ آوریل ۱۹۴۰ و هنگامی که دروازه‌های گتو بسته شدند، گتو جمعیتی بالغ بر ۱۶۳٬۷۷۷ تن داشت. به دلیل بهره‌وری بالای آن، گتو تا اوت ۱۹۴۴ پابرجا ماند. در دو سال نخست، این گتو تقریباً ۲۰٬۰۰۰ یهودی رانده شده از شهرها و روستاهای نزدیک، همچنین ۲۰٬۰۰۰ یهودی دیگر از مناطق اروپایی دیگر را به خود جذب کرد. با آغاز نخستین موج اخراج‌ها به اردوگاه مرگ خلمنو در اوایل ۱۹۴۲، آلمانی‌ها تصمیم به برچیدن گتو گرفتند و آن‌ها جمعیت باقی مانده را به دو اردوگاه خلمنو و آشویتس فرستادند؛ جاهایی که قربانیان ارسالی در آن‌ها بلافاصله به اتاق‌های گاز فرستاده می‌شدند. در کل، ۲۱۰٬۰۰۰ یهودی به این گتو وارد شدند، اما تنها ۸۷۷ تن هنگامی که نیروهای شوروی گتو را آزاد کردند در آن پنهان باقی‌مانده بودند. تنها نزدیک به ۱۰٬۰۰۰ یهودی ساکن ووچ که پیش از تهاجم به لهستان در آن شهر زندگی می‌کردند توانستند در دیگر مناطق از هولوکاست جان سالم به در برند.

## برپایی
هنگامی که نیروهای آلمانی در ۸ سپتامبر ۱۹۳۹ ووچ را اشغال کردند، جمعیت این شهر ۶۷۲۰۰۰ نفر بود. بیش از ۲۳۰٬۰۰۰ تن از آنها، یا به عبارتی ۳۱٫۱ درصد طبق آمار، یهودی بودند. آلمان نازی ووچ را مستقیماً به منطقه تازه‌تاسیس وارته‌گائو ضمیمه کرد و آن را به افتخار کارل لیتزمان، ژنرالی آلمانی که نیروهای آلمان را در سال ۱۹۱۴ در این منطقه فرماندهی می‌کرد، لیتزمانشتات نامید. مقامات آلمان نازی قصد داشتند شهر را «پاکسازی» کنند؛ همه یهودیان لهستانی می‌بایست در نهایت به قلمرو دولت عمومی تبعید می‌شدند، در عین حال که از جمعیت غیر یهودی مردم لهستان به شدت کاسته می‌شد، و شهر به مکانی برای کار اجباری برای آلمان تبدیل می‌شد.
نخستین مدرک شناخته شده از دستور به تأسیس گتو، به تاریخ ۱۰ دسامبر ۱۹۳۹، از سوی فرماندار جدید نازی، فردریش اوبرهور، صادر شد که در آن وی خواستار همکاری ارگان‌های اصلی پلیس در حبس و انتقال گسترده یهودیان محلی شده بود. قرار بود تا ۱ اکتبر ۱۹۴۰، جابجایی زندانیان گتو به پایان رسیده باشد و هسته مرکزی شهر عاری از یهود اعلام شود. با فشار اشغالگران آلمانی، اندازه گتو بیش از حد کوچک شد تا آلمانی‌ها کارخانه‌های خود را در خارج از آن بر پا سازند. پیش از آغاز جنگ، ووچ شهری چندفرهنگی بود با ۸٫۸ درصد جمعیت آلمانی‌نسب به همراه دیگر اقوام و خانواده‌های تجاری اتریشی، چک، فرانسوی، روس و سوئیسی که به اقتصاد پر جنب و جوش آن کمک می‌کردند.
پیش از اطمینان حاصل کردن از برپایی گتو، مقامات آلمانی به اجرای یک سری اقدامات ضدیهودی و ضد لهستانی به منظور برپایی ترس و وحشت دست زدند. یهودیان مجبور به استفاده از نشان زرد شدند. کسب و کارهای آنها توسط گشتاپو مصادره شد. پس از تهاجم به لهستان، بسیاری از یهودیان، به ویژه نخبگان فکری و سیاسی، با پیشروی ارتش آلمان اقدام به فرار به مناطق شرقی تحت اشغال شوروی لهستان و نیز به مناطق دولت عمومی کردند به این امید که لهستان ضدحمله ای از خود نشان دهد. در ۸ فوریه ۱۹۴۰، آلمانی‌ها دستور دادند که محل اقامت یهودیان به خیابان‌های ویژه ای در شهر قدیمی و محلهٔ مجاور بایوتی Bałuty محدود شود؛ مناطقی که آلمانی‌ها قصد داشتند سپس به گتو تبدیل کنند. برای تسریع در جابجایی، پلیس اورپو حمله ای را به نام «پنجشنبه خونین» آغاز کرد که در آن ۳۵۰ یهودی در خانه‌های خود، و در بیرون از آن، در تاریخ ۵ تا ۷ مارس ۱۹۴۰ به ضرب گلوله کشته شدند. طی دو ماه آینده نرده‌های چوبی و مفتولی در اطراف منطقه برداشته شدند تا آن را از سایر نقاط شهر جدا کنند. یهودیان در یکم مه ۱۹۴۰ به‌طور رسمی در پشت دیوارهای گتو محصور شدند.
از آنجا که در زمان راه اندازی گتو تقریباً ۲۵ درصد از یهودیان از شهر فرار کرده بودند، جمعیت زندانیان آن از آغاز ماه مه ۱۹۴۰ نزدیک به ۱۶۴۰۰۰ نفر بود. در طی سال پس از آن، یهودیان از سراسر اروپای تحت اشغال آلمان، حتی از لوکزامبورگ، به گتو تبعید شدند تا سپس راهی اردوگاه‌های مرگ شوند. جمعیت کمی از مردم کولی نیز در آنجا اسکان داده شدند. تا ۱ مه ۱۹۴۱، جمعیت گتو ۱۴۸٬۵۴۷ نفر بود.

## اخراج‌ها

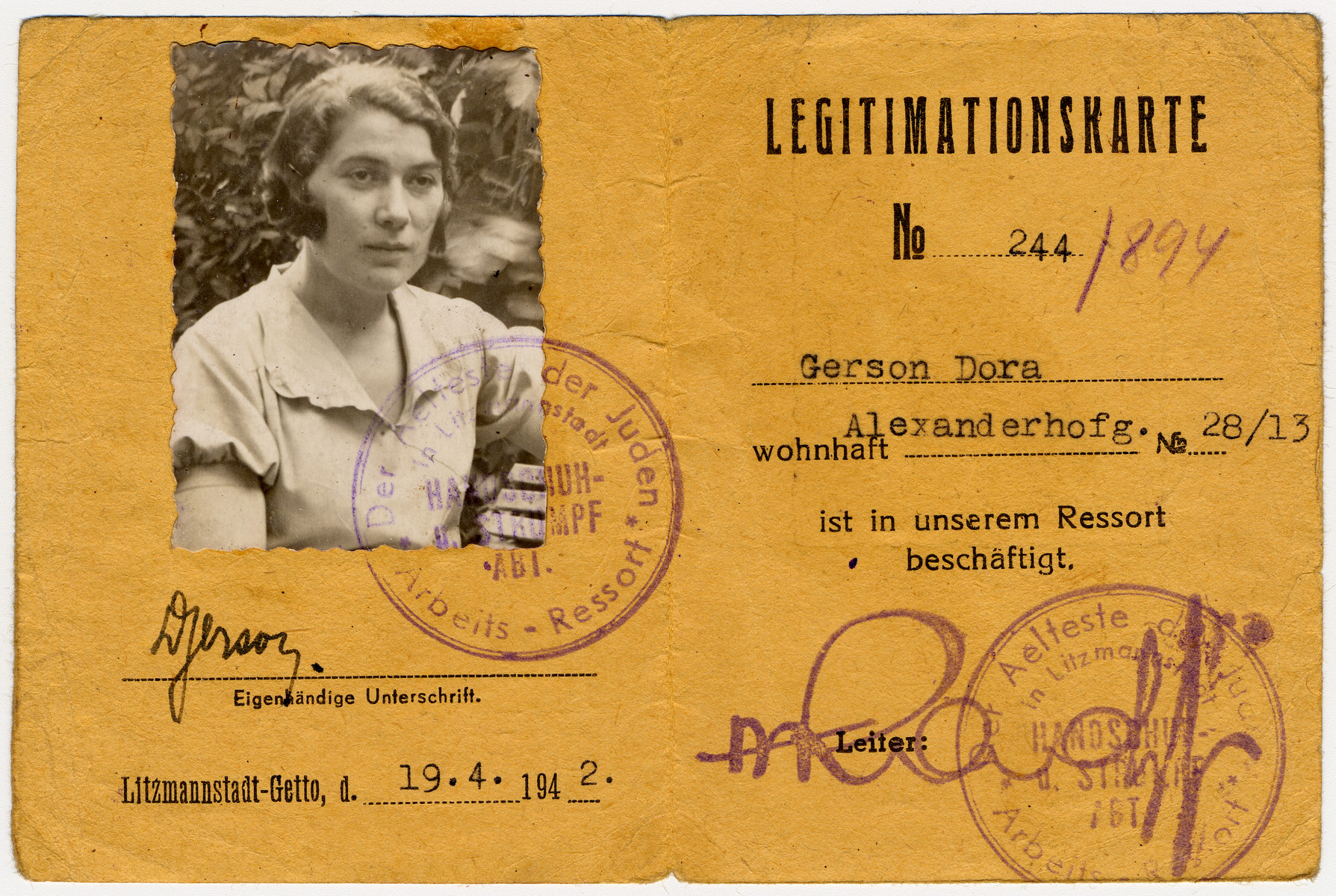
کارت شناسایی گتو ۱۹-۴-۱۹۴۲

ازدحام جمعیت در گتو با ورود حدود ۴۰٬۰۰۰ یهودی لهستانی که از مناطق اطراف وارته‌گائو بیرون رانده شده بودند، و نیز یهودیان خارجی‌ای که با قطارهای باری از وین، برلین، کلن، هامبورگ و سایر شهرهای آلمان نازی، لوکزامبورگ، و بوهم و موراویا – از جمله همهٔ اردوگاه کار اجباری ترزینشتات – به ووچ آورده شده بودند، بیشتر شد. هاینریش هیملر برای نخستین بار از گتو در ۷ ژوئن ۱۹۴۱ دیدار کرد.
در ۲۹ ژوئیه ۱۹۴۱، پس از یک بازرسی، بیشتر بیماران بیمارستان روانپزشکی گتو از آنجا برداشته شدند و دیگر بازگردانده نشدند. «[ساکنان گتو] برای نمونه متوجه شدند که چرا به این بیماران در شب پیش مواد آرامبخش تزریق شده بود. به درخواست مقامات نازی از تزریق هیوسین استفاده شد.» اردوگاه مرگ خلمنو که در ۵۰ کیلومتری شمال ووچ در شهر خلمنو واقع شده بود، در ۸ دسامبر ۱۹۴۱ عملیات کشتار با گاز را آغاز کرد. دو هفته بعد، در ۲۰ دسامبر ۱۹۴۱، از طرف آلمانها به رومکوفسکی دستور داده شد که اعلام کند ۲۰۰۰۰ یهودی از گتو بر پایه گزینش توسط یودنرات به اردوگاه‌های نامعلوم تبعید می‌شوند. کمیته ای برای تخلیه به منظور کمک به گزینش گروه اولیه اخراج‌شدگان از میان کسانی که برچسب 'جنایتکار' داشتند تشکیل شد؛ افرادی که یا نمی‌توانستند کار کنند یا حاضر به انجام کار نبودند و نیز افرادی که از پناهجویانی که به گتو می‌رسیدند برای ارضای نیازهای اولیه خودشان استفاده می‌کردند.
تا پایان ژانویه ۱۹۴۲ حدود ۱۰ هزار یهودی به خلمنو تبعید شده بودند. اردوگاه مرگ خلمنو که توسط اس‌اس-اشتورمبانفورر هربرت لانگ برپا شده بود، به عنوان یک پروژه آزمایشی برای عملیات پنهانی راینهارد – کشنده‌ترین مرحله از «راه حل نهایی» – عمل می‌کرد. در خلمنو، زندانیان با دود اگزوز وانت‌های گاز کشته می‌شدند. اتاق‌های ثابت گاز هنوز در اردوگاه‌های مرگ ساخته نشده بودند. تا ۲ آوریل ۱۹۴۲، ۳۴۰۰۰ قربانی دیگر نیز از گتو به آنجا فرستاده شدند، ۱۱۰۰۰ نفر دیگر نیز تا ۱۵ مه ۱۹۴۲، و بیش از ۱۵۰۰۰ نفر دیگر تا اواسط سپتامبر، مجموعاً ۵۵۰۰۰ نفر تخمینی. برنامه آلمانی‌ها این بود که کودکان، افراد پیر و هر کسی که «برای کار مناسب تشخیص داده نمی‌شد» را نیز به دنبال آن‌ها بفرستند.

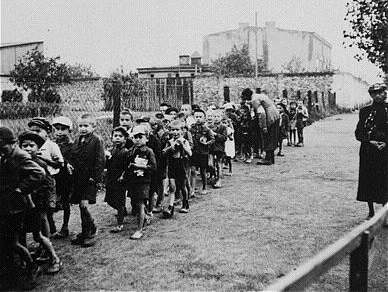
کودکان گتو برای اخراج به اردوگاه مرگ خلمنو به‌صف کشیده شده‌اند، سپتامبر ۱۹۴۲

در سپتامبر ۱۹۴۲، خائیم رومکوفسکی و یهودیان ووچ به سرنوشت محتوم اخراج‌شدگان پی بردند، چرا که همه چمدان‌ها، لباس‌ها و مدارک شناسایی هم‌بندان آنها برای «پردازش» به گتو بازگردانده می‌شدند. کارگران به برده گرفته شده شدیداً به این که اخراج به معنای مرگ است مشکوک شدند؛ اگرچه آنها هرگز استنتاج نکرده بودند که نابودی یهودیان همه‌جانبه و با نیت پیشین بوده‌است. آنها شاهد حمله آلمانی‌ها به بیمارستان کودکانی بودند که در آن همه بیماران به‌صف کشیده شدند و سوار کامیون شدند و دیگر هرگز برنگشتند. در همین حال، دستور جدیدی از سوی آلمانی‌ها خواستار تحویل ۲۴۰۰۰ یهودی برای اخراج شد. بحث در گتو بر سر اینکه چه کسانی باید تحویل داده شوند بالا گرفت. به نظر می‌رسید که رومکوفسکی در این هنگام بیش از هر زمان دیگری متقاعد شده بود که تنها شانس زنده ماندن یهودیان کار کردن هر چه بیشتر و بدون تأخیر برای رایش است. او بر این باور بود که بهره‌وری برای زنده ماندن ضروری است، از این رو آنها باید ۱۳۰۰۰ کودک و ۱۱٬۰۰۰ کهنسال خود را تحویل آلمانی‌ها بدهند. او پدران و مادران ووچ را اینگونه خطاب قرار داد:
ضایعه‌ای بس گران بر سر گتو آمده‌است. آن‌ها [آلمانی‌ها] از ما می‌خواهند تا بهترین آنچه را داریم به ایشان تحویل بدهیم – فرزندان و کهن‌سالانمان را. من سعادت داشتن فرزند خود را نداشتم، و از این رو بهترین سال‌های زندگی‌ام را خرج کودکان کردم. من با کودکان زندگی کردم و نفس کشیدم، و هرگز تصور نمی‌کردم که روزی ناچار به قربانی کردنشان با دستان خود در بزنگاه باشم. در این سن پیری، می‌بایست دست‌های خود [به سوی شما] دراز کرده و التماس کنم: برادران و خواهران! آن‌ها را به من بسپارید! پدران و مادران! فرزندان خود را به من بدهید!— خائیم رومکوفسکی، ۴ سپتامبر ۱۹۴۲
والدین علی‌رغم وحشتشان چاره‌ای جز تحویل دادن فرزندانشان برای اخراج نداشتند. برخی از خانواده‌ها برای جلوگیری از اخراج اجتناب ناپذیر فرزندانشان دست به خودکشی دسته‌جمعی زدند. تنها پس از پاکسازی کامل گتو از کودکان و سالخوردگان بود که اخراج‌ها برای مدتی کاهش یافت. حدود ۸۹٬۴۴۶ زندانی توانا باقی ماندند. در ماه اکتبر، تعداد نیروهای آلمانی کاهش یافت چرا که دیگر نیازی به نیروهای اضافی نبود. گردان پلیس ذخیره ۱۰۱ آلمان گتو را ترک کرد تا برای اجرای عملیات ضدیهودی در شهرک‌های لهستان با خطوط مستقیم به تربلینکا، بلزک و سوبیبور فرستاده شوند. در همین حال، در رویدادی نادر، اردوگاهی برای کودکان مسیحی میان ۸ تا ۱۴ سال در مجاورت گتو در دسامبر ۱۹۴۲ ایجاد شد که تنها با حصاری بلند و ساخته شده از تخته جدا می‌شد. طبق گزارش سرویس بین‌المللی ردیابی، ۱۲۰۰۰ تا ۱۳۰۰۰ نوجوان لهستانی که والدینشان پیشتر مرده بودند به گتوی کودکان ووچ فرستاده شدند. ۱٬۶۰۰ کودکی که در نظر آلمانی‌ها می‌توانستند آلمانی‌سازی شوند گزینش شده و تحت نظر معلمان یهودی به کار گماشته شدند.
از اواخر سال ۱۹۴۲ به بعد، تولید ادوات جنگی توسط هیئت مدیره خودمختار آلمان (Gettoverwaltung) هماهنگ می‌شد. در این هنگام گتو به یک اردوگاه کار بزرگ تبدیل شد که بقا در آن تنها به توانایی کار بستگی داشت. دو بیمارستان کوچک در سال ۱۹۴۳ بر پا شدند، اما با این وجود ماهانه صدها زندانی به دلیل کار بیش از حد جان می‌باختند. در آوریل همان سال، ۱۰۰۰ یهودی به دیگر اردوگاه‌های کار در آلمان منتقل شدند. در سپتامبر ۱۹۴۳ هیملر به گرایزر دستور داد تا برای جابجایی گسترده نیروی کار به ناحیه لوبلین آماده شود. بدین منظور، ماکس هورن از Ostindustrie آورده شد تا ارزیابی خود را از وضعیت ارائه دهد؛ ارزیابی‌ای که تبعاتی بسیار تاریک در پی داشت. از نظر او گتو بیش از حد بزرگ بود، بد مدیریت می‌شد، و سودآوری چندانی نداشت و محصولاتی بی‌ربط به نیازها می‌ساخت. از دیدگاه او همچنین نیازی به حضور کودکان نبود. پس از این ارزیابی ایده جابجایی کنار گذاشته شد، اما نتیجهٔ فوری گزارش وی دستور کاهش اندازهٔ گتو بود. تا ژانویه ۱۹۴۴، حدود ۸۰٬۰۰۰ کارگر یهودی هنوز در ووچ زندگی می‌کردند. در ماه فوریه، هیملر هانس بوتمان را بازگرداند تا عملیات در خلمنو را از سر گیرد.

## برچیده شدن
در اوایل سال ۱۹۴۴، سرنوشت نهایی گتو ووچ در میان مقام‌های عالی‌رتبه نازی مورد بحث قرار گرفت. موج نخستین اخراج‌ها به خلمنو در پاییز سال ۱۹۴۲ با فرستاده شدن بیش از ۷۲۰۰۰ نفر که برچسب «دورریختنی» خورده بودند به این اردوگاه مرگ به پایان رسید. هیملر خواستار برچیده شدن نهایی گتو شد. میان ۲۳ ژوئن تا ۱۴ ژوئیه ۱۹۴۴، نخستین قطار از ۱۰ قطار ترابری با حدود ۷۰۰۰ یهودی توسط گرایزر از ایستگاه قطار رادوگوچ به خلمنو فرستاده شد. اگرچه بخشی از این مرکز کشتار در آوریل ۱۹۴۳ در اثر بمباران تخریب شده بود، اما عملیات کشتار با گاز را به ویژه برای این منظور از سر گرفت. در همین حال، آلبرت اشپر وزیر تسلیحات آلمان پیشنهاد داد که گتو به عنوان منبعی برای نیروی کار ارزان برای جبهه‌ها به کار خود ادامه دهد.
در ۱۵ ژوئیه ۱۹۴۴ انتقال زندانیان به مدت دو هفته متوقف شد. در ۱ اوت ۱۹۴۴، خیزش گتوی ورشو آغاز شد و خود باعث محتوم شدن سرنوشت ساکنان باقی ماندهٔ گتو ووچ شد. در آخرین مرحله از دوران فعالیت خود، حدود ۲۵۰۰۰ زندانی در خلمنو کشته شدند و بدن آنها بلافاصله پس از مرگ سوزانده شد. با پیشروی و نزدیک شدن نیروهای متفق، مقام‌های آلمانی تصمیم گرفتند یهودیان باقیمانده را، از جمله رومکوفسکی، در قطار گذاشته و به آشویتس-بیرکناو تبعید کنند. در ۲۸ اوت ۱۹۴۴، خانواده رومکوفسکی به همراه هزاران نفر دیگر مورد گازگرفتگی قرار گرفتند.
تعداد اندکی از مردم در گتو زنده باقی گذاشته شدند تا به پاکسازی آن بپردازند. عده دیگری نیز با کمک نجاتگران لهستانی توانستند در مخفی‌گاه بمانند. هنگامی که ارتش شوروی در ۱۹ ژانویه ۱۹۴۵ وارد ووچ شد، تنها ۸۷۷ یهودی هنوز زنده بودند که ۱۲ نفر از آنها کودک بودند. از ۲۲۳۰۰۰ یهودی سکن پیش از جنگ در ووچ، تنها ۱۰ هزار تن در جاهای دیگر از هولوکاست جان سالم به در بردند.

### شکل‌های گوناگون مقاومت

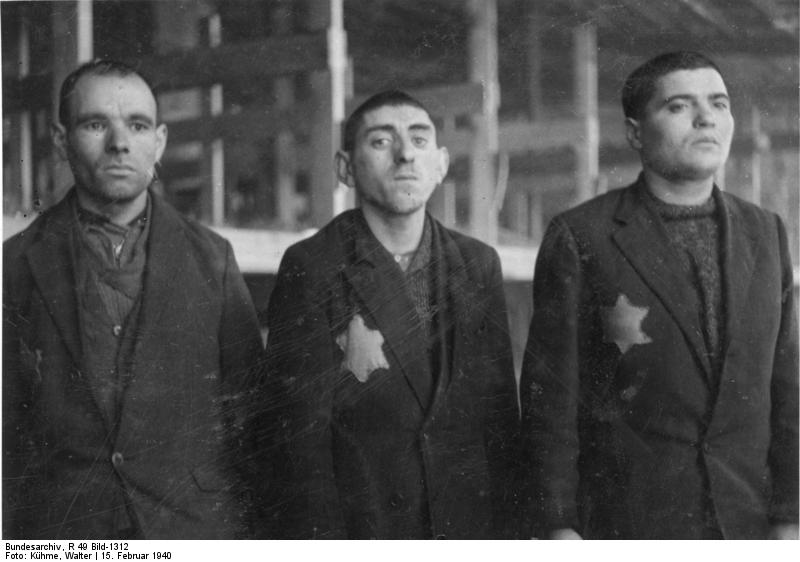
ندانیان یهودی گشتاپو در ووچ، ۱۹۴۰

وضعیت خاص گتو ووچ مانع از مقاومت مسلحانه‌ای شد که مانندش در دیگر گتوهای لهستان اشغالی اتفاق افتاده بود، همچون خیزش گتوی ورشو، خیزش گتوی بیاویستوک، شورش در گتو ویلنا، خیزش گتوی چنتستوخووا یا شورش‌های مشابه در سایر شهرهای لهستان. خودکامگی طاقت‌فرسای رومکوفسکی از جمله سرکوب‌های دوره‌ای وی، و در نتیجه شکست تلاش‌های یهودیان برای قاچاق غذا و اسلحه به گتو، و نیز اطمینان گمراه کنندهٔ او به ساکنان در مورد تضمین بقا در صورت ادامهٔ بهره‌وری، همگی مانع از تلاش برای شورش مسلحانه شدند.
اشکال گوناگون سرکشی اما شامل مقاومت نمادین، جدلی و دفاعی بودند. در طول دوره آغازین، مقاومت نمادین در زندگی فرهنگی و مذهبی غنی‌ای که مردم در گتو حفظ می‌کردند، مشهود بود. در آغاز، ساکنان اقدام به ایجاد ۴۷ مدرسه و مهد کودک کردند که علی‌رغم شرایط سخت به کار خود ادامه دادند. بعدها و هنگامی که ساختمان‌های مدارس تبدیل به محل زندگی برای حدود ۲۰٬۰۰۰ زندانی اضافی که از بیرون از لهستان اشغالی آورده شده بودند، شدند، گزینه‌های دیگری برای کودکان کم‌سن‌وسال‌تر که مادرانشان ناچار به کار بودند ایجاد شد. مدارس تلاش می‌کردند علی‌رغم جیره‌بندی ناچیز، غذای کافی برای کودکان تأمین کنند. پس از تعطیل شدن مدارس در ۱۹۴۱، بسیاری از کارخانه‌ها همچنان به نگهداری مراکز غیرقانونی نگهداری از کودکانی که مادرانشان کار می‌کردند، ادامه دادند.

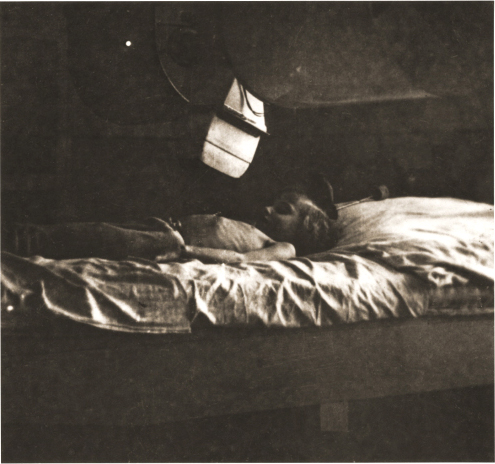
عکس‌هایی همچون این توانستند وضعیت وحشتناک زندگی در گتو را به ثبت برسانند.

عکاسان بخش آماری یودنرات علاوه بر کار رسمی خود، به‌طور غیرقانونی از صحنه‌ها و جنایات روزمره عکس می‌گرفتند. یکی از آنها، هنریک راس، موفق شد نگاتیوها را در زیر خانه شماره ۱۲ خیابان ژاگیه‌لونسکا دفن کرده و پس از آزادسازی گتو آن‌ها را از زیر خاک بیرون بیاورد. به دلیل این بایگانی، واقعیت گتو ثبت و حفظ شد. آرشیویست‌ها همچنین اقدام به نوشتن دانشنامه‌ای دربارهٔ گتو و یک واژگان از زبان روزمرهٔ درون گتو کردند. جمعیت یهودی همچنین چندین رادیوی غیرقانونی را نگهداری می‌کردند که با آنها از رویدادهای جهان بیرون آگاه می‌شدند. در آغاز، رادیو تنها می‌توانست فرکانس‌های آلمانی را دریافت کند، به همین دلیل با نام رمز «دروغگو» در دفترچه‌های خاطرات از آن یاد شد. از جمله اخباری که به سرعت در اطراف گتو منتشر شد، حمله متفقین به نرماندی در روز وقوع آن بود.
از آنجا که تولید برای ماشین جنگی آلمان ضروری بود، کاهش سرعت کار نیز نوعی مقاومت به‌شمار می‌رفت. در سالهای پسین، کارگران چپ شعار P.P. (به لهستانی: pracuj powoli یا «به آرامی کار کنید») سر می‌دادند تا از تولید خود به سود ورماخت کم کنند.